# Liste de frameworks PHP
 (septembre 2021).
| Nom                   | Description |
| --------------------- | --- |
| Agavi                 | un framework open source écrit en PHP5.                                                                                           |
| API Platform          | un framework utilisé pour créer des API REST                                                                                      |
| CakePHP               | un framework web open-source écrit en PHP en licence MIT, compatible PHP 7.                                                       |
| CodeIgniter           | un framework écrit en PHP utilisant le modèle MVC, utilisé par TYPO3.                                                             |
| Dframe Framework      | open-source un framework en licence MIT.                                                                                          |
| FatFreeFramework (F3) | open-source un micro-framework sous licence GPLv3.                                                                                |
| Flight                | Micro framework, compatible PHP 7.                                                                                                |
| FuelPHP               | un framework web open-source compatible PHP 7 implémentant le patron de conception HMVC.                                          |
| Hoa                   | un ensemble de bibliothèques PHP.                                                                                                 |
| Horde                 | un framework de développement d'applications de type groupware.                                                                   |
| Jelix                 | un framework PHP5, proposant MVC.                                                                                                 |
| KumbiaPHP             | framework PHP5 open-source basé sur MVC et Active Record.                                                                         |
| Laminas               | open-source compatible PHP 7. Reprise de Zend Framework par la communauté après l'arrêt du support par Zend Technologies en 2019. |
| Laravel               | open-source compatible PHP 7 (HMVC).                                                                                              |
| Mkframework           | framework PHP5 MVC (compatible php7) rétrocompatible depuis 2009 (LGPLv3).                                                        |
| MODx                  | framework de gestion de contenu (CMF = CMS + framework) en PHP5 et open-source (GPL).                                             |
| PEAR                  | un framework de développement de composants écrits en PHP.                                                                        |
| Phalcon               | un framework écrit en C s'ajoutant comme module PHP.                                                                              |
| PHP Tool Suite        | un framework open-source. |
| PRADO                 | un framework web open-source orienté objet.                                                                                       |
| QCodo                 | un framework open-source MVC pour PHP 5.                                                                                          |
| SamaneMVC             | un framework purement Africain écrit en PHP. Il utilise le modèle de conception MVC, . Samane est open-source sous licence MIT.   |
| Seagull               | un framework open-source compatible avec les versions 4 et 5 de PHP                                                               |
| Slim php              | un micro framework web en licence MIT, compatible PHP 7.                                                                          |
| Symfony               | un framework web en licence MIT, compatible PHP 7.                                                                                |
| WebSite-PHP           | frameWork PHP orienté objet et d'une programmation événementielle.                                                                |
| YAF                   | framework PHP 5 |
| Yii                   | framework axé sur le développement d'applications scalables.                                                                      |
| Zend Framework        | le framework supporté par Zend Technologies et IBM, compatible PHP 7.                                                             |

## Frameworks les plus populaires
Le top des frameworks PHP les plus utilisés dans le monde, d'après les observateurs :
1. Laravel
2. Symfony
3. CodeIgniter
4. Zend Framework
5. Yii
6. Slim
7. Phalcon

## Frameworks les mieux notés sur github
- Laravel : ~80k
- Symfony : ~30k
- CodeIgniter 4 : ~25k (branche historique CodeIgniter 1/2/3 : 19k, nouvelle branche CodeIgniter 4 : 6k)
- Yii 2 Framework : ~14k
- Slim Framework : ~12k
- Phalcon : ~11k
- CakePHP : ~9k
- Nette Framework: ~7k
- Zend Framework (maintenant Laminas) : ~6k
- FuelPHP : ~3k

## Frameworks non maintenus
- Atomik Framework - un micro framework open-source écrit en PHP5.